# ISO 3166-2:KH
Kódy ISO 3166-2 pro Kambodžu identifikují 24 provincií a 1 autonomní obci (stav v listopadu 2015). První část (KH) je mezinárodní kód pro Kambodžu, druhá část sestává z jednoho nebo dvou čísel identifikujících provincii nebo město.

## Seznam kódů
```
KH-1  Bântéay Méanchey
KH-2  Bătdâmbâng
KH-3  Kâmpóng Cham
KH-4  Kâmpóng Chhnăng
KH-5  Kâmpóng Spœ
KH-6  Kâmpóng Thum
KH-7  Kâmpôt
KH-8  Kândal 
KH-9  Kaôh Kŏng
KH-10 Krâchéh
KH-11 Môndól Kiri
KH-12 Phnom Penh (autonomní obec)
KH-13 Preăh Vihéar
KH-14 Prey Vêng
KH-15 Poŭthĭsăt
KH-16 Rôtânôkiri
KH-17 Siĕmréab
KH-18 Preăh Sihanouk
KH-19 Stœng Trêng
KH-20 Svay Riĕng
KH-21 Takêv
KH-22 Ŏtdâr Méanchey
KH-23 Kaeb
KH-24 Pailin
KH-25 Tbong Khmum
```